# Filip de Wilde
Filip Alfons de Wilde (Zele, 5 de julio de 1964) es un exfutbolista belga que se desempeñaba como guardameta. Actualmente es el entrenador de porteros del RSC Anderlecht belga.

## Trayectoria
De Wilde nació en Zele , Flandes Oriental. A la edad de nueve años ingresó en la cantera del Eendracht Zele , uniéndose a la famosa Escuela de porteros del KSK Beveren en 1980. Luego fichó por el RSC Anderlecht después de cinco temporadas completas, donde se convirtió en una leyenda ; durante su primera temporada ganó cuatro campeonatos nacionales, tres Copas de Bélgica y dos Supercopas.
En 1996 ficha por Sporting Clube de Portugal, pero la falta de continuidad y la suplencia frente al portero de ese entonces Tiago hizo que volviera al Anderlecht en abril de 1998, equipo en el que permaneció durante cinco temporadas más (siendo de primera elección hasta su último año).
En enero del año 2004, De Wilde pasa a jugar con el KSC Lokeren de su país a los 39 años, después de un breve paso por el Sturm Graz Austriaco; en KSC jugó sus últimas temporadas. Finalmente decide terminar su carrera como futbolista en el KFC Verbroedering Geel tras jugar solamente durante dos meses (abril-mayo de 2005). Después de su retiro empieza a trabajar como entrenador de porteros del RSC Anderlecht desde julio de 2007.

### Clubes como jugador
| Club           | País     | Año         |
| -------------- | -------- | ----------- |
| KSK Beveren    | Bélgica  | 1982 - 1987 |
| RSC Anderlecht | Bélgica  | 1987 - 1996 |
| Sporting CP    | Portugal | 1996 - 1998 |
| RSC Anderlecht | Bélgica  | 1998 - 2003 |
| SK Sturm Graz  | Austria  | 2003        |
| KSC Lokeren    | Bélgica  | 2004        |
| KFC Geel       | Bélgica  | 2005        |

## Selección nacional
Jugó un total de 33 partidos con la selección de Bélgica, su debut internacional se dio en 1989 en un amistoso frente a la selección de Dinamarca, entrando como sustituto de Gilbert Bodart en la primera mitad del partido.
Participó en las copas mundiales de fútbol de 1990, 1994 y en 1998; en los primeros torneos fue segundo arquero por detrás de figuras como Michel Preud'homme(1994) y Gilbert Bodart(1990), en el mundial de Italia su selección alcanzó los octavos de final siendo eliminados por Inglaterra con un solitario gol de Platt en el tiempo extra(min 119 del partido); mientras que en el torneo celebrado en Estados Unidos la selección de Bélgica también quedó eliminada a manos del equipo de Alemania por un marcador de 3-2 a favor de los teutones.Para el mundial de Francia, De Wilde fue arquero titular en los dos primeros partidos del grupo F, que se saldaron con 2 empates(0-0 con Holanda y 2-2 con México); Bélgica solo tenía 2 puntos y dependía de una victoria de los Holandese sobre los Mexicanos o de ganar a la selección de Corea del Sur, en este partido Philippe Vande Walle fue elegido como portero titular, finalmente Mexica y Holandeses empataron con un marcador de 2-2 y Bélgica no pudo vencer al equipo Sur-coreano(1-1), quedando eliminada en primera ronda por cuarta vez.
En su último partido en el que estuvo con su selección, durante la disputa de la Eurocopa del 2000, frente a la selección de Turquía en una mala salida permitió marcar el segundo gol de Hakan Şükür en la derrota 2-0, el cual certificó la eliminación en primera ronda del torneo de su equipo antes de que terminara ese partido de Wilde fue expulsado a 7 minutos del final, por una dura entrada fuera del área a un jugador Turco.
| Selección                      | País    | PJ | Goles | Periodo     |
| ------------------------------ | ------- | -- | ----- | ----------- |
| Selección de fútbol de Bélgica | Bélgica | 33 | 0     | 1989 - 2000 |

### Participaciones en Copas del Mundo como jugador
| Mundial                        | Sede           | Resultado        |
| ------------------------------ | -------------- | ---------------- |
| Copa Mundial de Fútbol de 1990 | Italia         | Octavos de final |
| Copa Mundial de Fútbol de 1994 | Estados Unidos | Octavos de final |
| Copa Mundial de Fútbol de 1998 | Francia        | Primera Fase     |

### Participaciones en Eurocopas como jugador
| Eurocopa      | Sede                   | Resultado    |
| ------------- | ---------------------- | ------------ |
| Eurocopa 2000 | Bélgica y Países Bajos | Primera Fase |

- Datos: Q1337051